# Vezerle Ignác
Vezerle Ignác (Pápa, 1803. augusztus 4. – Alsópáhok, 1872. december 13.) teológiai doktor és tanár.

## Élete
Tanult szülőhelyén, majd Pesten, Győrött és Szombathelyt. Mint Veszprém vármegyei papnövendék a hittudományokat egy évig Veszprémben és négy évig a bécsi Pazmaneumban hallgatta. Mint pályavégzett Bécsbe a Szent Ágoston felső papi intézetbe visszaküldetett, ahonnét 1828-ban mint teológiai doktor tért vissza és Veszprémben a papnevelőben tanulmányi felügyelő lett, a szentszéki jegyzői hivatalt is viselvén. 1832-ban plébánossá neveztetett ki Ácsteszéren, ahonnét fél év mulva Kopácsy József püspök által Veszprémbe az erkölcs, pásztorkodás, elemi oktatás és neveléstan tanárául meghívatott és tanarsága mellett házasságvédő, szentszéki ülnök és a pesti hittudományi kar bekebelezett tagja is volt. 1859-től haláláig Alsópáhokon volt plébános.
Egyházi beszédei jelentek meg a Pázmány-Füzetekben (1855) és a Szalay Imre gyűjteményében.

## Munkái
- Szent István, első s apost. Király mint népének első nevelője. Igy hirdette Bécsben... Bécs, 1840.
- A nyilvános isteni tisztelet és haza boldogsága. Pest, 1844. (Online)
- A nagyhéti ájtatosság kézikönyve, a kath. hívek számára. Veszprém, 1848.
- Ünnepi, alkalmi és bőjti szent beszédek. Veszprém, 1857. Három kötet.